# Edouard Kempf
Edouard Kempf (Mulhouse, 1998. március 20. –) francia kézilabdázó, aki jelenleg a Fenix Toulouse játékosa.

## Pályafutása
2017. november 5-én debütált a Bajnokok Ligájában a Kielce ellen, egy gólt szerzett. A Telekom Veszprém elleni két Bajnokok Liga mérkőzésen összesen 12 gólt szerzett. Az elsőn hét kapura lövéséből hat gólt szerzett, míg a másodikon szintén hat gólt. Ennek ellenére csapatában a továbbiakban nem kapott komoly szerepet, ezért 2020-ban a francia első osztályban ötödik helyezett Fenix Toulouse csapatához igazolt, amellyel három éves szerződést kötött.
Részt vett a 2015-ös nyári európai ifjúsági olimpiai fesztiválon, itt 13 gólt szerzett a bajnok csapat tagjaként. A 2017-es férfi ifjúsági kézilabda-világbajnokságon a torna csapatába is beválasztottál, valamint tornagyőztes lett.

## Sikerei
- Francia bajnokság győztese: 2017, 2018, 2019, 2020